# 利曼齊
46°52′6″N 32°49′43″E / 46.86833°N 32.82861°E
利曼齊（烏克蘭語：Лиманці），是烏克蘭南部的村莊，隸屬尼古拉耶夫州的巴什坦卡區。該村始建於1905年，面積0.7平方公里，海拔高度21米，2001年人口206，人口密度每平方公里292.6人。